# Lance Hodgkins
Lance Hodgkins (* 2. Mai 1977) ist ein ehemaliger britischer Biathlet.

## Karriere
Wie nahezu alle britischen Biathleten war auch Lance Hodgkins Angehöriger der britischen Streitkräfte. Sein internationales Debüt gab er bei den Biathlon-Europameisterschaften 2002 in Kontiolahti. Er wurde 50. im Einzel und 53. im Sprint. Zur Saison 2002/03 debütierte der Brite im Biathlon-Europacup, in dem er die Saison über antrat. 2003 trat er erneut bei den Europameisterschaften an und belegte in Forni Avoltri wiederum Plätze im 50er-Bereich. Bei der EM 2004 in Nowosibirsk war der 20. Platz im Einzel bestes Resultat. Zum Auftakt der Saison 2005/06 startete Hodgkins in Östersund erstmals im Biathlon-Weltcup und wurde mit der Staffel 21. Erst gegen Ende der Saison lief er die ersten Einzelrennen. Das erste war ein Sprint in Pokljuka, in dem er als 83. sein bestes Weltcupergebnis erreichte, welches er später in Chanty-Mansijsk einstellen konnte. Karrierehöhepunkt wurde die Teilnahme an den Biathlon-Weltmeisterschaften 2007 in Antholz, wo Hodgkins 96. im Einzel, 93. im Sprint und 21. mit der Staffel wurde.
National konnte Hodgkins einige Erfolge erreichen. Mit Shane Clash, Kevin Kane und James Williams gewann er 2005 den Titel im Teamwettbewerb, ebenso 2006 mit Simon Allanson anstatt Williams. Zudem gewann er 2006 die Titel im Einzel und mit der Staffel 2002 wurde er Bronzemedaillengewinner in Sprint und Verfolgung, 2003 wurde er zudem Dritter im Einzel, Vizemeister mit der Staffel und Dritter mit dem Team. 2004 wurde er Dritter im Einzel, 2006 im Sprint und Zweiter im Massenstart.
Nach den Weltmeisterschaften 2007 nahm Hodgkins noch an zwei Weltcuprennen teil und beendete im Anschluss an die Saison seine Karriere.

## Statistiken

### Biathlon-Weltcup-Platzierungen
Die Tabelle zeigt alle Platzierungen (je nach Austragungsjahr einschließlich Olympische Spiele und Weltmeisterschaften).
- 1.–3. Platz: Anzahl der Podiumsplatzierungen
- Top 10: Anzahl der Platzierungen unter den ersten zehn (einschließlich Podium)
- Punkteränge: Anzahl der Platzierungen innerhalb der Punkteränge (einschließlich Podium und Top 10)
- Starts: Anzahl gelaufener Rennen in der jeweiligen Disziplin

| Platzierung         | Einzel | Sprint | Verfolgung | Massenstart | Staffel | Gesamt |
| ------------------- | ------ | ------ | ---------- | ----------- | ------- | ------ |
| 1. Platz            |        |        |            |             |         |        |
| 2. Platz            |        |        |            |             |         |        |
| 3. Platz            |        |        |            |             |         |        |
| Top 10              |        |        |            |             |         |        |
| Punkteränge         |        |        |            |             | 3       | 3      |
| Starts              | 2      | 5      |            |             | 3       | 10     |
| Stand: Karriereende |        |        |            |             |         |        |

### Biathlon-Weltmeisterschaften
Ergebnisse bei den Weltmeisterschaften:
| Weltmeisterschaften | Weltmeisterschaften | Einzelwettbewerbe | Einzelwettbewerbe | Einzelwettbewerbe | Einzelwettbewerbe | Staffelwettbewerbe | Staffelwettbewerbe |
| Jahr                | Ort                 | Einzel            | Sprint            | Verfolgung        | Massenstart       | Herrenstaffel      | Mixedstaffel       |
| ------------------- | ------------------- | ----------------- | ----------------- | ----------------- | ----------------- | ------------------ | ------------------ |
| 2007                | Antholz             | 96.               | 93.               | –                 | –                 | 21.                | –                  |